# Markham (Washington)
Markham ist ein Census-designated place im Grays Harbor County im US-Bundesstaat Washington. Im Jahr 2000 hatte Markham 95 Einwohner.

## Geographie
Markham liegt an der Mündung des Johns River am Südufer von Grays Harbor.
Nach Angaben des United States Census Bureaus hat der CDP eine Fläche von 2,9 km², alles Land.

## Demographie
Zum Zeitpunkt des United States Census 2000 bewohnten Markham 95 Personen. Die Bevölkerungsdichte betrug 32,7 Personen pro km². Es gab 51 Wohneinheiten, durchschnittlich 17,6 pro km². Die Bevölkerung des Ortes bestand zu 94,74 % aus Weißen, einer Person indianischer Abstammung, zweien asiatischer Abstammung, eine Person gab an, anderen Rassen anzugehören und eine Person nannte zwei oder mehr Rassen. 2 Personen erklärten, Hispanos/Latinos zu sein.
Die Bewohner Markhams verteilten sich auf 41 Haushalte, von denen in 17,1 % Kinder unter 18 Jahren lebten. 65,9 % der Haushalte stellten Verheiratete, 4,9 % hatten einen weiblichen Haushaltsvorstand ohne Ehemann und 26,8 % bildeten keine Familien. 19,5 % der Haushalte bestanden aus Einzelpersonen und in 2,4 % aller Haushalte lebte jemand im Alter von 65 Jahren oder mehr alleine. Die durchschnittliche Haushaltsgröße betrug 2,32 und die durchschnittliche Familiengröße 2,67 Personen.
Die Bevölkerung verteilte sich auf 12,6 % Minderjährige, 6,3 % 18–24-Jährige, 22,1 % 25–44-Jährige, 47,4 % 45–64-Jährige und 11,6 % im Alter von 65 Jahren oder mehr. Das Durchschnittsalter betrug 48 Jahre. Auf jeweils 100 Frauen entfielen 115,9 Männer. Bei den über 18-Jährigen entfielen auf 100 Frauen 107,5 Männer.
Das mittlere Haushaltseinkommen in Markham betrug 63.750 US-Dollar und das mittlere Familieneinkommen erreichte die Höhe von 96.816 US-Dollar. Das Durchschnittseinkommen der Männer betrug 40.650 US-Dollar, gegenüber 23.750 US-Dollar bei den Frauen. Das Pro-Kopf-Einkommen im CDP war 23.700 US-Dollar. 12,3 % der Bevölkerung und keine der Familien hatten ein Einkommen unterhalb der Armutsgrenze, davon waren keine Minderjährigen und 100,0 % der Altersgruppe 65 Jahre und mehr betroffen.